# Lotte Grigel
Lotte Grigel, född  5 april 1991 i Esbjerg, är en dansk handbollsspelare (mittnia).

## Karriär
Grigel började att spela handboll i KVIK Esbjerg som sexåring. Med klubben vann hon det danske mästerskapet for flickor 2006 och damjuniorer 2008. Samma år 2008 signerade hon ett kontrakt för Team Esbjerg. Hon spelade sedan i klubben i sju år. Hon hade kontrakt med Esbjerg till 2016 men bröt kontraktet 2015. Hon blev utlandsproffs i ryska GK Rostov-Don där hon spelade i två säsonger. I december 2015 blev hon korsbandsskadad så det ryska äventyret gav begränsat med speltid och fick ägnas mycket åt rehabilitering. Hon bytte till ungerska Debreceni VSC. Hon skrev i februari kontrakt med fransk klubben Nantes Atlantique Handball på två år. Hon spelade i klubben till januari 2021 då hon avslutade sin handbollskarriär.

### Landslagskarriär
Landslagsdebut mot Ryssland i World Cup i en dansk seger 32-27 då Grigel gjorde 5 mål. Hon fick sedan också spela i EM 2008. Hon spelade sedan varken i VM 2009 eller EM 2010. Grigel blev uttagen i bruttotruppen till handbolls-VM 2011, men var inte bland de 16 utvalda i nettotruppen. 2012 var hon däremot en del av det dansk damlandslaget vid EM 2012 i Serbien. Hon missade VM 2013 på grund av en meniskskada, som omintetgjorde spel från november 2013 till februari 2014, men spelade sedan i EM 2014, VM 2015, EM 2016, VM 2017 och EM 2018. Under VM 2015 ådrog hon sig en korsbandsskada.
När hon slutade sin karriär hade Lotte Grigel antecknats för 112 landskamper och 161 landslagsmål. Under dessa mästerskap som hon spelat har Danmark inte vunnit någon medalj.

## Klubbar
- KVIK Esbjerg (1997–2008)
- Team Esbjerg (2008–2015)
- GK Rostov-Don (2015–2017)[8]
- Debreceni VSC (2017–2019)[9]
- Nantes Atlantique Handball (2019–2021)

## Meriter
- U18-VM 2008 (uttagen i all star team)
- EHF-cupen 2017 med GK Rostov-Don
- Rysk mästare 2017 med GK Rostov-Don